# Dialium
Genre
Classification phylogénétique
Dialium est un genre de plantes à fleurs dicotylédones de la famille des Fabaceae, sous-famille des Caesalpinioideae, à répartition pantropicale, qui comprend une quarantaine d'espèces acceptées.
Ce sont des arbres pouvant atteindre 35 mètres de haut. Certaines espèces sont exploitées pour leur bois dur, apprécié comme bois d'œuvre. D'autres fournissent des fruits dont la pulpe et les graines sont comestibles.
En indonésie, le fruit de Dialium indum est appelé karanji.

## Liste d'espèces
Selon The Plant List (6 novembre 2018) :
- Dialium angolense Oliv.
- Dialium aubrevillei Pellegr.
- Dialium bipindense Harms
- Dialium cochinchinense Pierre
- Dialium corbisieri Staner
- Dialium densiflorum Harms
- Dialium dinklagei Harms
- Dialium englerianum Henriq.
- Dialium eurysepalum Harms
- Dialium excelsum Steyaert
- Dialium gossweileri Baker f.
- Dialium graciliflorum Harms
- Dialium guianense (Aubl.) Sandwith
- Dialium guineense Willd.
- Dialium hexasepalum Harms
- Dialium holtzii Harms
- Dialium hydnocarpoides de Wit
- Dialium indum L.
- Dialium kasaiense Steyaert
- Dialium kunstleri Prain
- Dialium latifolium Harms
- Dialium madagascariense Baill.
- Dialium occidentale (Capuron) Du Puy & R.Rabev.
- Dialium orientale Baker f.
- Dialium ovoideum Thwaites
- Dialium pachyphyllum Harms
- Dialium patens Baker
- Dialium pentandrum Steyaert
- Dialium platysepalum Baker
- Dialium pobeguinii Pellegr.
- Dialium poggei Harms
- Dialium polyanthum Harms
- Dialium procerum (Steenis) Steyaert
- Dialium quinquepetalum Pellegr.
- Dialium reygaertii De Wild.
- Dialium schlechteri Harms
- Dialium soyauxii Harms
- Dialium tessmannii Harms
- Dialium travancoricum Bourd.
- Dialium unifoliolatum Capuron
- Dialium zenkeri Harms